# إيفار جي. هاوغ
إيفار جي. هاوغ هو سياسي نرويجي، ولد في 16 مايو 1936، وتوفي في 5 مارس 2017. نشط حزبياً في حزب الوسط. وقد انتخب نائب عضو برلمان النرويج ‏ عن دائرة Østfold (Storting constituency) ‏ وقد انضم خلال فترته النيابية ‏ (1973 – 1977) للكتلة البرلمانية حزب الوسط.